# Буфет
Буфе́т (від фр. buffet) — заклад ресторанного господарства з обмеженим асортиментом страв нескладного приготування, булочних і кондитерських виробів, закупних товарів. Буфет обладнаний буфетною стійкою; реалізує обмежений асортимент готових страв, напоїв, борошняних кондитерських і булочних виробів, купівельних товарів. Буфети призначені передусім для швидкого обслуговування споживачів, буфети отримують продукцію від ресторану чи сторонніх виробників кулінарних виробів. На виставлених для реалізації зразках буфетної продукції та купівельних товарах мають бути цінники. Буфет складається із зали, виробничих і підсобних приміщень. У залі повинно бути організовано певне робоче місце для буфетника, столи із гігієнічним покриттям для харчування населення. Обладнання поверхового буфета та організація праці буфетника аналогічні обладнанню та організації праці зовнішніх буфетів. Поверхові буфети за допомогою спеціальних ліфтів повинні мати стабільний зв'язок зі складом та виробництвом ресторану, який забезпечує їх безперебійну роботу.